# Брестский трамвай
Брестский трамвай (фр. Tramway de Brest) — трамвайная система во французском городе Брест.
Открытие нового брестского трамвая состоялось 23 июня 2012 года.

## История

### Первая трамвайная система
Первая трамвайная линия была открыта в Бресте в июне 1898 года компанией Compagnie des tramways électriques de Brest, в 1900 году эта же компания открыла вторую линию. В 1903 году другая компания, Compagnie des tramways électriques du Finistère открыла пригородную трамвайную линию, связавшую Брест и Ле-Конке (Le Conquet).Позднее в Бресте также была построена третья линия городского трамвая.
Междугородная линия Берст — Ле-Конке закрылась в 1935 году. Городская трамвайная система Бреста была сильно повреждена во время Второй мировой войны. После войны было принято решение не восстанавливать трамвай, а создать на базе трамвайного хозяйства новую троллейбусную систему. Троллейбус в Бресте действовал с 1947 по 1970 год.

### Создание новой трамвайной системы
Первые проекты возрождения трамвая в Бресте возникли в 1980 году. В 1988 году городское сообщество Бреста (Communaté urbaine de Brest, CUB) приняло проект строительства двух трамвайных линий, по оси запад-восток и север-юг. Трамвайные линии должны были пересекаться на площади Свободы (place de la Liberté). Трамвай планировалось пустить в 1994 году. Однако этот проект был отвергнут на организованном в 1990 году референдуме, в ходе которого восемьдесят процентов избирателей проголосовало против трамвая.
В последующее десятилетие в Бресте заметно ухудшилась транспортная ситуация: между 1994 и 2000 годами объём автомобильного движения в городе вырос на 30 %, что ухудшило работу автобусов. В этих обстоятельствах, в 2000 году, городские власти решили вернуться к проекту трамвая. В 2002 году городское сообщество Бреста приняло решение в пользу классического рельсового трамвая (до этого также рассматривались проекты «трамвая на шинах»).

## Описание системы
Первая линия трамвая длиной 14,3 км, с 28 остановками, открыта 23 июня 2012 года. Ширина колеи составляет 1435 мм.

## Подвижной состав
27 ноября 2008 года власти Бреста и Дижона, в котором также планируется строительство трамвая, приняли решение о совместном заказе трамваев, поскольку общий заказ большого числа трамваев будет стоить дешевле, чем два отдельных заказа. Два города объявили конкурс на поставку 52 трамваев: 20 для Бреста и 32 для Дижона. Победитель конкурса должен быть определён летом 2009 года.